# Epidendrum oyacachiense
Epidendrum oyacachiense là một loài thực vật có hoa trong họ Lan. Loài này được Hágsater mô tả khoa học đầu tiên năm 1992.